# Сергієнко Юрій Макарович
Ю́рій Мака́рович Сергіє́нко (19 березня 1965, Старобільськ, Луганська область) — радянський та український легкоатлет, спеціаліст зі стрибків у висоту. Виступав за збірні СРСР, СНД та України з легкої атлетики у 1980-х та 1990-х роках, переможець Кубка світу, володар бронзової медалі Універсіади, чемпіон Європи серед юніорів, багаторазовий переможець та призер першостей національного значення, учасник літніх Олімпійських ігор. Майстер спорту СРСР міжнародного класу. Тренер із легкої атлетики.

## Біографія
Юрій Сергієнко народився 19 березня 1965 року в місті Старобільську Луганської області Української РСР.
Прийшов у спорт у юному віці, навчався у школі-інтернаті спортивного профілю у Луганську, потім займався легкою атлетикою у Миколаєві в місцевій Спеціалізованій дитячо-юнацькій школі олімпійського резерву. Проходив підготовку під керівництвом тренерів Сергія Івановича Старих та Ігоря Даниловича Ковпака. Був членом спортивного клубу «Суднобудівник» при Чорноморському суднобудівному заводі.
Уперше заявив про себе на міжнародному рівні у сезоні 1983 року, коли увійшов до складу радянської збірної та виступив на юніорській європейській першості у Швехаті — у заліку стрибків у висоту з результатом 2,28 перевершив усіх суперників та завоював золоту медаль. За це видатне досягнення за підсумками сезону було удостоєно почесного звання «Майстер спорту СРСР міжнародного класу».
У 1985 році став бронзовим призером на чемпіонаті СРСР у Ленінграді.
У 1986 році закрив десятку найсильніших на Іграх доброї волі у Москві.
Бувши студентом, в 1991 представляв Радянський Союз на Універсіаді в Шеффілді, де у стрибках у висоту виграв бронзову медаль.
1992 року здобув перемогу на чемпіонаті України, показав третій результат на чемпіонаті СНД у Москві, увійшов до складу Об'єднаної команди, зібраної зі спортсменів колишніх радянських республік для участі в Олімпійських іграх у Барселоні. На Іграх стрибнув на 2,20 метра й у фінал не вийшов. Також у цьому сезоні відзначився виступом на Кубку світу в Гавані, де у своїй дисципліні посів перше місце, випередивши титулованого кубинця Хав'єра Сотомайора.
Після розпаду Радянського Союзу Сергієнко залишився чинним спортсменом і далі брав участь у найбільших міжнародних стартах у складі української національної збірної. Так, у 1993 році він представляв Україну на чемпіонаті світу у приміщенні в Торонто, ставши у стрибках у висоту шостим. Крім цього, на змаганнях у Нікополі встановив особистий рекорд — 2,32.
1994 року знову став чемпіоном України у стрибках у висоту.
Завершив спортивну кар'єру після закінчення сезону 1999.
Згодом проявив себе на тренерському терені, зокрема у свій час був тренером олімпійського чемпіона Сергія Клюгіна.
Закінчив Миколаївський національний університет імені В. А. Сухомлинського (2004).
Старший викладач Чорноморського національного університету ім. Петра Могили.